# Basaltos de Decão

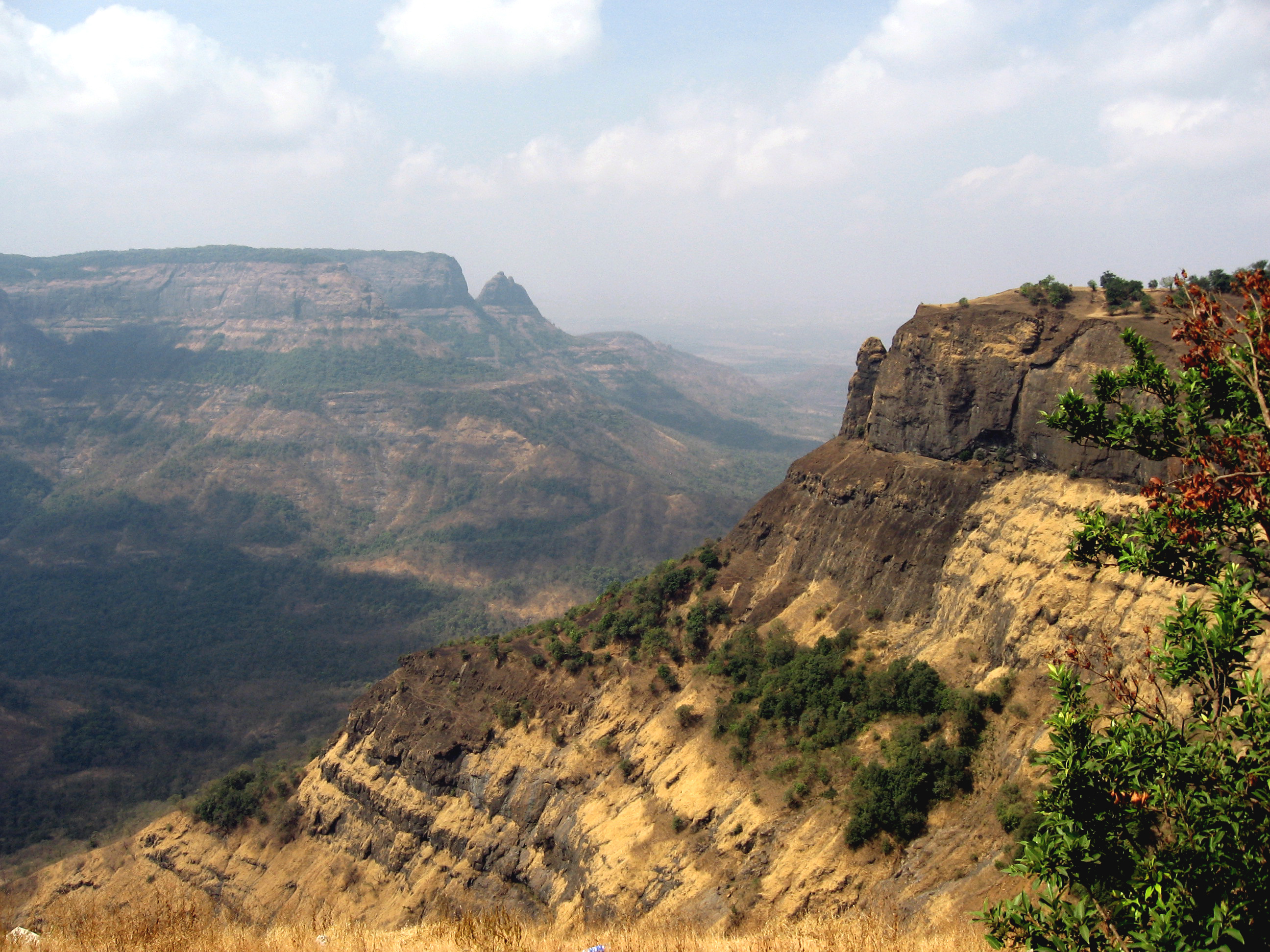
As Gates Ocidentais em Maharashtra, Índia.

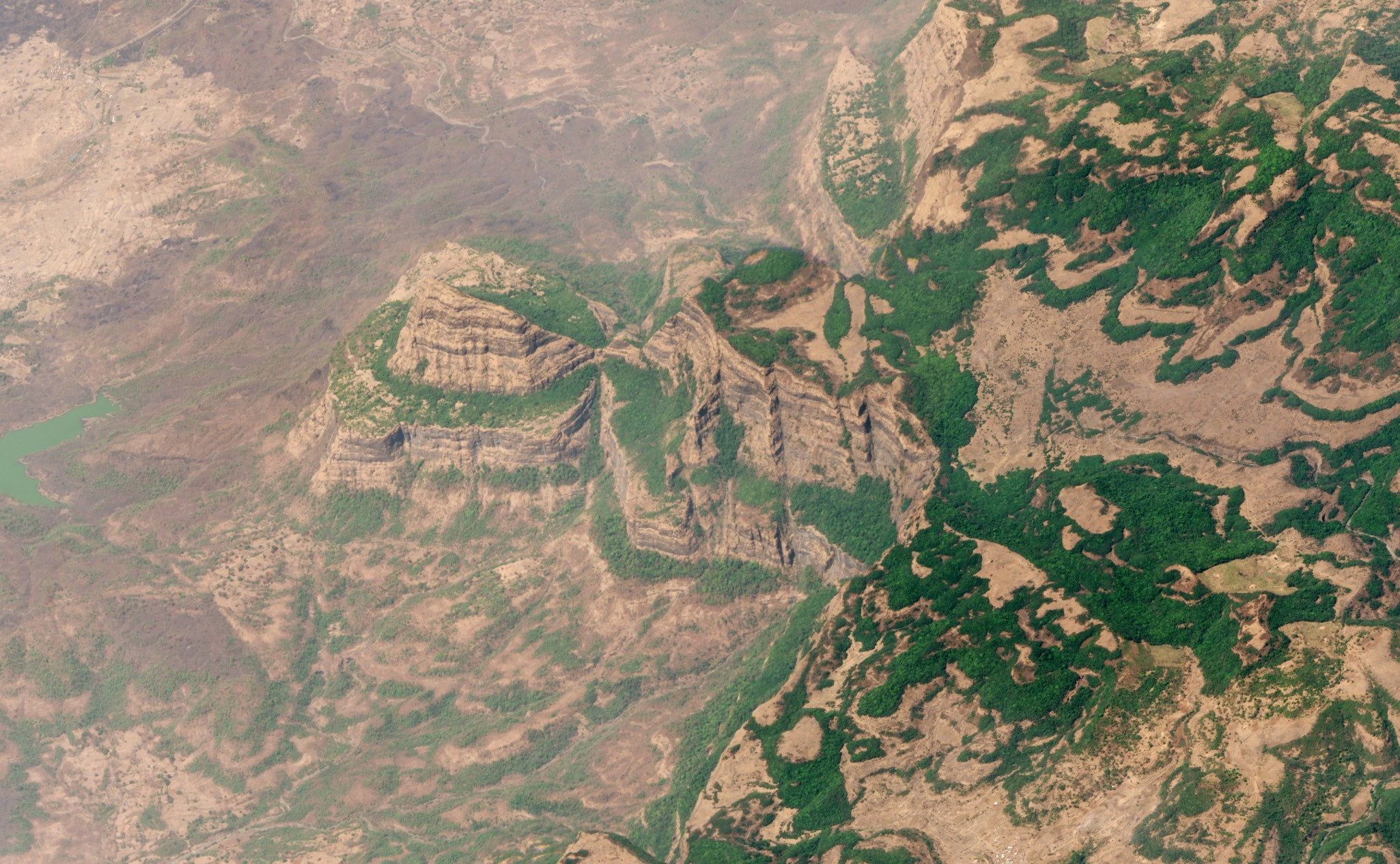
Visão de satélite oblíqua dos Basaltos de Decão

Basaltos de Decão são uma grande província ígnea localizada no planalto Decão, no centro-oeste da Índia. Eles são uma das maiores características vulcânicas da Terra e consistem em várias camadas de basalto de inundação solidificada que, juntas, têm mais de 2.000 m de espessura, cobrem uma área de c. 500.000 km², e têm um volume de c. 1.000.000 km³. Originalmente, os basaltos de Decão podem ter coberto c. 1.500.000 km², com um volume original correspondentemente maior.

## História
Os basaltos de Decão começaram a se formar 66,25 milhões de anos atrás, no final do período Cretáceo. A maior parte da erupção vulcânica ocorreu nas Gates Ocidentais cerca de 66 milhões de anos atrás. Esta série de erupções pode ter durado menos de 30.000 anos.

## Efeito sobre extinções em massa e clima
A liberação de gases vulcânicos, particularmente dióxido de enxofre, durante a formação dos basaltos contribuiu para as mudanças climáticas. Os dados apontam para uma queda média na temperatura de cerca de 2°C neste período.
Devido à sua magnitude, os cientistas especularam que os gases liberados durante a formação dos basaltos de Decão desempenharam um papel no evento de extinção do Cretáceo-Paleogeno (K-Pg) (também conhecido como a extinção Cretáceo-Terciário ou K-T). Tem sido teorizado que o resfriamento súbito devido a gases vulcânicos sulfurosos liberados pela formação dos basaltos e as emissões de gases tóxicos podem ter contribuído significativamente para o K-Pg, assim como outras extinções em massa. No entanto, o consenso atual mais popular entre a comunidade científica é que a extinção foi provocada pelo evento de impacto de Chicxulub na América do Norte, que teria produzido uma nuvem de poeira que bloqueou a luz solar, o que matou grande parte da vida vegetal e reduziu a temperatura global, o que é chamado de inverno de impacto).
Trabalhos publicados em 2014 pela geóloga Gerta Keller e outros sobre o calendário do vulcanismo de Decão sugerem que a extinção pode ter sido causada tanto pelo vulcanismo quanto pelo evento de impacto. Isto foi seguido por um estudo semelhante em 2015.